# Таши-Корт
Таши-Корт  — горная вершина в Ачхой-Мартановском районе Чеченской Республики Российской Федерации.

## Общие сведения
Вершина находится в звене горы Балой-Лам. Гора разделяется на две возвышенности: Боккха-Таш-Корта и Жома-Таш-Корта. Высота над уровнем моря составляет 2027 метра. Ближайший населённый пункт: Шалажи.